# Beatrice Burnham
Beatrice Burnham (2 de octubre de 1902 – 8 de enero de 1995) fue una actriz de cine estadounidense que trabajó en películas mudas.

## Filmografía seleccionada
- Ramona (1916)
- Jack and Jill (1917)
- The Petal on the Current (1919)
- Upstairs (1919)
- Hitchin' Posts (1920)
- Bullet Proof (1920)
- Burnt Wings (1920)
- The Home Stretch (1921)
- Three Sevens (1921)
- Diamonds Adrift (1921)
- Trooper O'Neill (1922)
- Tracks (1922)
- A Million to Burn (1923)
- The Flame of Life (1923)
- Kindled Courage (1923)
- Western Luck (1924)
- Siege (1925)
- Riders of the Purple Sage (1925)